# Turniej o Łańcuch Herbowy Miasta Ostrowa Wielkopolskiego 2019
Turniej o Łańcuch Herbowy Miasta Ostrowa Wielkopolskiego 2019 – 67. edycja turnieju, który odbył się 1 września 2019 roku w Ostrowie Wielkopolskim. Turniej wygrał Bartosz Zmarzlik.

## Wyniki
- Ostrów Wielkopolski, 1 września 2019
- NCD: Andžejs Ļebedevs – 65,17 w wyścigu 3
- Sędzia: Remigiusz Substyk

| Msc. | Zawodnik             | Klub         | Pkt    |             |  |
| ---- | -------------------- | ------------ | ------ | ----------- |  |
| 1    | Bartosz Zmarzlik     | Gorzów Wlkp. | 13+3   | (3,2,3,3,2) |  |
| 2    | Szymon Woźniak       | Gorzów Wlkp. | 12+3+2 | (2,3,2,3,2) |  |
| 3    | Mikkel Michelsen     | Lublin       | 12+1   | (1,3,2,3,3) |  |
| 4    | Daniel Jeleniewski   | Łódź         | 12+2+0 | (3,3,3,1,2) |  |
| 5    | Andrzej Lebiediew    | Dyneburg     | 8+1    | (3,1,d,1,3) |  |
| 6    | Artiom Łaguta        | Grudziądz    | 11+d   | (1,2,3,2,3) |  |
| 7    | Norbert Kościuch     | Toruń        | 8      | (2,2,1,2,1) |  |
| 8    | Robert Lambert       | Lublin       | 7      | (0,1,3,0,3) |  |
| 9    | Przemysław Pawlicki  | Grudziądz    | 7      | (1,0,2,3,1) |  |
| 10   | Nicolai Klindt       | Ostrów Wlkp. | 7      | (1,3,1,1,1) |  |
| 11   | Aleksandr Łoktajew   | Ostrów Wlkp. | 6      | (0,2,2,2,0) |  |
| 12   | Tomasz Gapiński      | Ostrów Wlkp. | 6      | (0,1,1,2,2) |  |
| 13   | Krzysztof Buczkowski | Grudziądz    | 4      | (3,0,0,1,0) |  |
| 14   | Rienat Gafurow       | Ostrów Wlkp. | 3      | (2,w,0,w,1) |  |
| 15   | Kamil Brzozowski     | Bydgoszcz    | 2      | (2,w,-,-,-) |  |
| 16   | Marcin Kościelski    | Ostrów Wlkp. | 2      | (1,1,0,0,w) |  |
| 17   | Grzegorz Walasek     | Ostrów Wlkp. | 0      | (0,d,d,d,-) |  |

Bieg po biegu
1. [65,89] Jeleniewski, Kościuch, Klindt, Lambert
2. [66,09] Buczkowski, Brzozowski, Pawlicki, Gapiński
3. [65,17] Lebiediew, Gafurow, Łaguta, Walasek
4. [65,23] Zmarzlik, Woźniak, Michelsen, Łoktajew
5. [65,61] Klindt, Zmarzlik, Gapiński, Walasek
6. [66,66] Jeleniewski, Łoktajew, Lebiediew, Buczkowski
7. [67,15] Woźniak, Łaguta, Lambert, Pawlicki
8. [65,53] Michelsen, Kościuch, Kościelski , Gafurow
9. [66,56] Łaguta, Michelsen, Klindt, Buczkowski
10. [67,40] Jeleniewski, Woźniak, Gapiński, Gafurow
11. [67,90] Lambert, Łoktajew, Kościelski, Walasek
12. [67,56] Zmarzlik, Pawlicki, Kościuch, Lebiediew
13. [67,61] Pawlicki, Łoktajew, Klindt, Gafurow
14. [66,99] Zmarzlik, Łaguta, Jeleniewski, Kościelski
15. [67,21] Michelsen, Gapiński, Lebiediew, Lambert
16. [67,76] Woźniak, Kościuch, Buczkowski, Walasek
17. [67,19] Lebiediew, Woźniak, Klindt, Kościelski
18. [66,72] Michelsen, Jeleniewski, Pawlicki, Kościelski
19. [67,95] Lambert, Zmarzlik, Gafurow, Buczkowski
20. [67,34] Łaguta, Gapiński, Kościuch, Łoktajew

### Baraże
1. [67,21] Woźniak, Jeleniewski, Lebiediew, Łaguta

### Finał
1. [67,36] Zmarzlik, Woźniak, Michelsen, Jeleniewski[4]